# Dracaena phanerophlebia
Dracaena phanerophlebia är en sparrisväxtart som beskrevs av John Gilbert Baker. Dracaena phanerophlebia ingår i släktet dracenor, och familjen sparrisväxter. Inga underarter finns listade i Catalogue of Life.